# 렉카 (드라마)
《렉카》는 2019년 10월 11일에 방영한 《KBS 드라마 스페셜 2019》 시리즈 중 세 번째 작품이다. 이 드라마는 사설 렉카 기사인 주인공이 우연히 납치 사건을 목격하고 사건을 추적하는 국내 최초 렉카 액션극으로, 액션의 통쾌함이나 스릴러의 긴장감과 함께 휴머니즘을 제대로 잘 조화시킨 작품이다.

## 줄거리
사설 렉카 기사가 우연히 납치된 여자 아이를 목격하고 추적하는 액션 스릴러 드라마.

## 등장 인물

### 주요 인물
- 이태선 : 정태구 역 (아역 오한결)
- 강기둥 : 조정삼 역
- 조희봉 : 안경장 (안경엽) 역
- 장률 : 검은차 (김도훈) 역
- 유수빈 : 양아치 (송현태) 역

### 그 외 인물
- 정원중 : 렉카 사장 역
- 전배수 : 정비소 사장 역
- 김미연 : 여직원 역
- 이윤선 : 피해자 역
- 최성희 : 보육원 언니 역